# Canalul Schlemm
Canalul Schlemm, cunoscut și sub numele de canalul lui Schlemm sau sinusul venos scleral, este un vas circular de tip limfatic din ochi care colectează umoarea apoasă din camera anterioară⁠(d) și o transportă către vasele de sânge episclerale. Poate fi lărgit prin canaloplastie.

## Structură
Canalul Schlemm este un tub căptușit cu endoteliu⁠(d), într-un mod asemănător cu cel al unui vas limfatic. În interior, în apropierea locului de drenare a umorii apoase, el este acoperit și menținut deschis de rețeaua trabeculară⁠(d). Aceasta creează o rezistență la scurgerea umorii apoase.

### Dezvoltare
Deși canalul Schlemm a fost considerat în general o venă sau un sinus venos scleral, el este similar sistemului vascular limfatic. Nu este niciodată plin cu sânge în condiții fiziologice, deoarece nu are contact cu circulația arterială. Canalul Schlemm prezintă mai multe caracteristici ale endoteliului limfatic⁠(d), inclusiv secvențele proteice PROX1⁠(d), VEGFR3⁠(d), CCL21⁠(d), FOXC2⁠(d), dar nu conține secvențele proteice LYVE1⁠(d) și PDPN⁠(d). El se dezvoltă printr-un mecanism unic care implică transdiferențierea celulelor endoteliale venoase din ochi în celule endoteliale de tip limfatic.
Această morfogeneză de dezvoltare a canalului este sensibilă la inhibarea factorilor limfangiogenici de creștere. La adulți, administrarea factorului limfangiogenic de creștere VEGFC⁠(d) lărgește canalul Schlemm, contribuind la reducerea presiunii intraoculare⁠(d).
În absența combinată a angiopoietinei 1⁠(d) și angiopoietinei 2⁠(d), canalul Schlemm și vascularizația limfatică episclerală nu reușesc deloc să se dezvolte.

## Funcție
Canalul Schlemm colectează umoarea apoasă din camera anterioară⁠(d). El o transportă către vasele de sânge episclerale prin venele apoase.

## Semnificație clinică

### Canaloplastie
Canaloplastia este o procedură care reface sistemul natural de drenaj al ochiului pentru a provoca o reducere susținută a presiunii intraoculare⁠(d). Această procedură este simplă și minim invazivă și se bazează pe folosirea microcateterelor. Chirurgul creează o incizie minusculă pentru a avea acces la canalul Schlemm și plasează un microcateter care înconjoară canalul Schlemm în apropierea irisului, lărgind canalul principal de drenaj și canalele sale colectoare mai mici prin injectarea unui material vâscoelastic⁠(d) steril. Cateterul este apoi îndepărtat și se realizează o sutură în canal. Deschiderea canalului Schlemm reduce presiunea intraoculară.

### Trabeculoplastie laser
Trabeculoplastia⁠(d) este o modificare a rețelei trabeculare⁠(d) prin aplicarea unui fascicul laser care arde zonele din rețeaua trabeculară, situate în apropierea bazei irisului, pentru a crește fluxul de fluid. Trabeculoplastia cu laser (LTP) este utilizată în tratamentul diferitelor glaucoame cu unghi deschis.
Cele două tipuri de trabeculoplastie cu laser sunt trabeculoplastia laser cu argon (ALT) și trabeculoplastia laser selectivă (SLT).
Așa cum îi sugerează și numele, trabeculoplastia laser cu argon utilizează un laser cu argon⁠(d) pentru a crea arsuri minuscule în rețeaua trabeculară.
Trabeculoplastia laser selectivă este o tehnologie mai nouă care utilizează un laser pentru a arde celule specifice din rețeaua trabeculară și pentru a crea mai puține daune termice decât ALT. SLT se dovedește mai promițătoare în calitate de tratament pe termen lung.
În SLT se utilizează un laser pentru a viza selectiv melanocitele din rețeaua trabeculară. Deși mecanismul prin care funcționează SLT nu este bine înțeles, studiile clinice au demonstrat că este la fel de eficient ca și mai vechea trabeculoplastie laser cu argon. Totuși, deoarece SLT se efectuează folosind un laser de putere mult mai mică, procedura nu pare să afecteze structura rețelei trabeculare (pe baza microscopiei electronice) în aceeași măsură, așa că reluarea tratamentului ar putea fi posibilă dacă efectele tratamentului inițial încep să se diminueze, deși acest lucru încă nu a fost dovedit prin studii clinice. ALT este repetabil într-o oarecare măsură, cu rezultate măsurabile.
Dacă SLT are succes, ea va stimula schimbările metabolice în celulele pigmentate din rețeaua trabeculară. Acest lucru provoacă un răspuns imun care, la rândul său, curăță canalul de drenaj de acumularea celulară și permite astfel ca o cantitate mai mare de umoare apoasă să curgă în canalul Schlemm din cavitatea anterioară, reducând presiunea intraoculară și scăzând, prin urmare, riscul de glaucom sau de deteriorare suplimentară a nervului optic, din cauza suprapresiunii din ochi.

### Deficitul de angiopoietină
Canalul Schlemm și vascularizația limfatică episclerală nu se dezvoltă deloc în absența combinată a angiopoietinei 1⁠(d) și angiopoietinei 2⁠(d). Aceasta provoacă buftalmie⁠(d) și glaucom.

### Glaucom
Glaucomul ar putea avea legătură cu drenarea umorii apoase din ochi și în principal cu rezistența de pe suprafața internă a canalului Schlemm.

## Istorie
Canalul Schlemm este numit după Friedrich Schlemm⁠(d) (1795–1858), un anatomist german.

## Imagini suplimentare

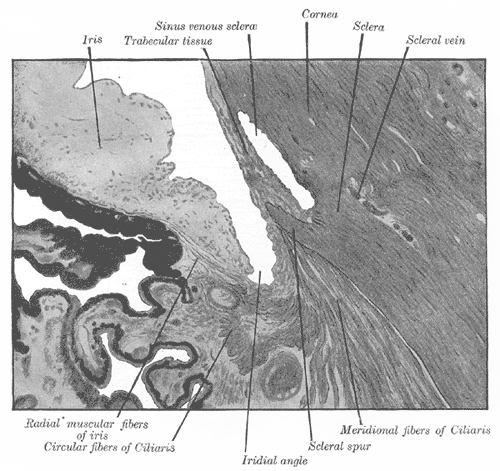
Vedere generală mărită a unghiului iridial. (Etichetat cu eticheta mai veche „sinus venosus scleræ” în partea centrală de sus.)